# Glenlochar
Glenlochar ist ein Weiler in der schottischen Council Area Dumfries and Galloway beziehungsweise der traditionellen Grafschaft Kirkcudbrightshire. Er liegt rund vier Kilometer nordwestlich von Castle Douglas am rechten Ufer des Dee, der dort über ein Wehr aus dem aufgestauten Loch Ken abfließt.

## Geschichte
Während der römischen Besatzung Britanniens befand sich ein römisches Lager entlang einer Römerstraße am gegenüberliegenden Dee-Ufer. Archäologische Untersuchungen zeigen weiterhin die Möglichkeit auf, dass der Standort bereits in der Bronzezeit besiedelt war. Bei Glenlochar wurde in den 1930er Jahren ein Wehr zur Aufstauung des Loch Ken erbaut. Es ist Teil eines Systems von Wasserkraftwerken, das am Wasserkraftwerk Tongland im neun Kilometer südwestlich gelegenen Tongland endet.

## Verkehr
Glenlochar ist an der B795 gelegen. Die Nebenstraße bindet die Ortschaft an die A713 im Osten an. Hierbei quert sie den Dee auf der in den 1790er Jahren erbauten Glenlochar Bridge. Im Westen führt die B795 bis zur A762. Über eine bei Glenlochar einmündende Nebenstraße wird im Süden die A75 (Stranraer–Gretna Green) erreicht.